# Adriaan Vlacq
Adriaan Vlacq (Gouda, 1600-La Haya, 1667) fue un editor y autor de tablas matemáticas holandés.

## Semblanza
|  |  |

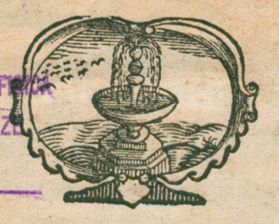
Marca de Vlacq

Vlacq nació en una familia acomodada. No está claro qué formación matemática pudo recibir, pero se sabe que fue amigo del topógrafo Ezechiel de Decker, que estaba particularmente interesado en las nuevas ideas de calcular usando tablas de logaritmos. Vlacq trabajó con De Decker y tradujo los libros latinos escritos por John Napier y Henry Briggs al holandés para él.
Juntos decidieron publicar ediciones holandesas de estos importantes medios auxiliares para el cálculo. En 1626 se publicó Het eerste deel van de Nieuwe telkonst bajo el nombre de Decker con agradecimiento a Vlacq por su considerable ayuda. La obra contenía tres artículos: una traducción holandesa de la Rabdologiae de Napier (que describía un método de multiplicación usando "tablillas de numeración"); un documento de Decker escrito para ayudar a los empresarios a realizar cálculos aritméticos; y La Theinde de Simon Stevin (que daba cuenta de las fracciones decimales).
Vlacq publicó una tabla de logaritmos desde 1 a 100.000 con 10 decimales 16178 en su obra Arithmetica logarithmica. Esta tabla ampliaba las tablas de Henry Briggs originales que abarcaban los valores 1-20.000 y 90.001 a 100.000. Las nuevas tablas fueron calculadas por Ezechiel de Decker y Vlacq quien calculó y añadió 70.000 valores para completar las tablas. Estas tablas fueron ampliadas por Jurij Vega en 1794, y por Alexander John Thompson en 1952.
En 1632, se trasladó a Londres, donde vivió diez años. Debido a la guerra civil inglesa, se trasladó a París y más tarde a La Haya. Murió en La Haya en 1667.

## Eponimia
- El cráter lunar Vlacq lleva este nombre en su memoria.[3]